# Jur van der Gijp (voetballer)
Jurianus (Jur) van der Gijp (Dordrecht, 1 februari 1930 – aldaar, 14 september 2012) was een Nederlands voetballer die als aanvaller speelde voor Emma. Samen met zijn neven Cor, Wim, Freek en Janus speelde hij begin jaren 50 in het eerste elftal van Emma en won met de club in 1949 de Zilveren Bal.

## Carrièrestatistieken
| Seizoen         | Club            | Land            | Competitie                   | Competitie | Competitie | Beker | Beker | Internationaal | Internationaal | Overig | Overig | Totaal | Totaal |
| Seizoen         | Club            | Land            | Competitie                   | Wed.       | Dlp.       | Wed.  | Dlp.  | Wed.           | Dlp.           | Wed.   | Dlp.   | Wed.   | Dlp.   |
| --------------- | --------------- | --------------- | ---------------------------- | ---------- | ---------- | ----- | ----- | -------------- | -------------- | ------ | ------ | ------ | ------ |
| 1954/55         | Emma            | Nederland       | Eerste klasse D (Afgebroken) | –          | 0          | –     | –     | –              | –              | 0      | 0      | –      | 0      |
| 1954/55         | Emma            | Nederland       | Eerste klasse A              | –          | 1          | –     | –     | –              | –              | 0      | 0      | –      | 1      |
| 1955/56         | Emma            | Nederland       | Hoofdklasse B                | –          | 0          | –     | –     | –              | –              | 0      | 0      | –      | 0      |
| 1956/57         | Emma            | Nederland       | Eerste divisie A             | –          | 3          | –     | 0     | –              | –              | 0      | 0      | –      | 3      |
| 1957/58         | Emma            | Nederland       | Tweede divisie B             | –          | 2          | –     | –     | –              | –              | 0      | 0      | –      | 2      |
| Carrière totaal | Carrière totaal | Carrière totaal | Carrière totaal              | –          | 6          | –     | 0     | 0              | 0              | 0      | 0      | –      | 6      |